# Art Buchwald

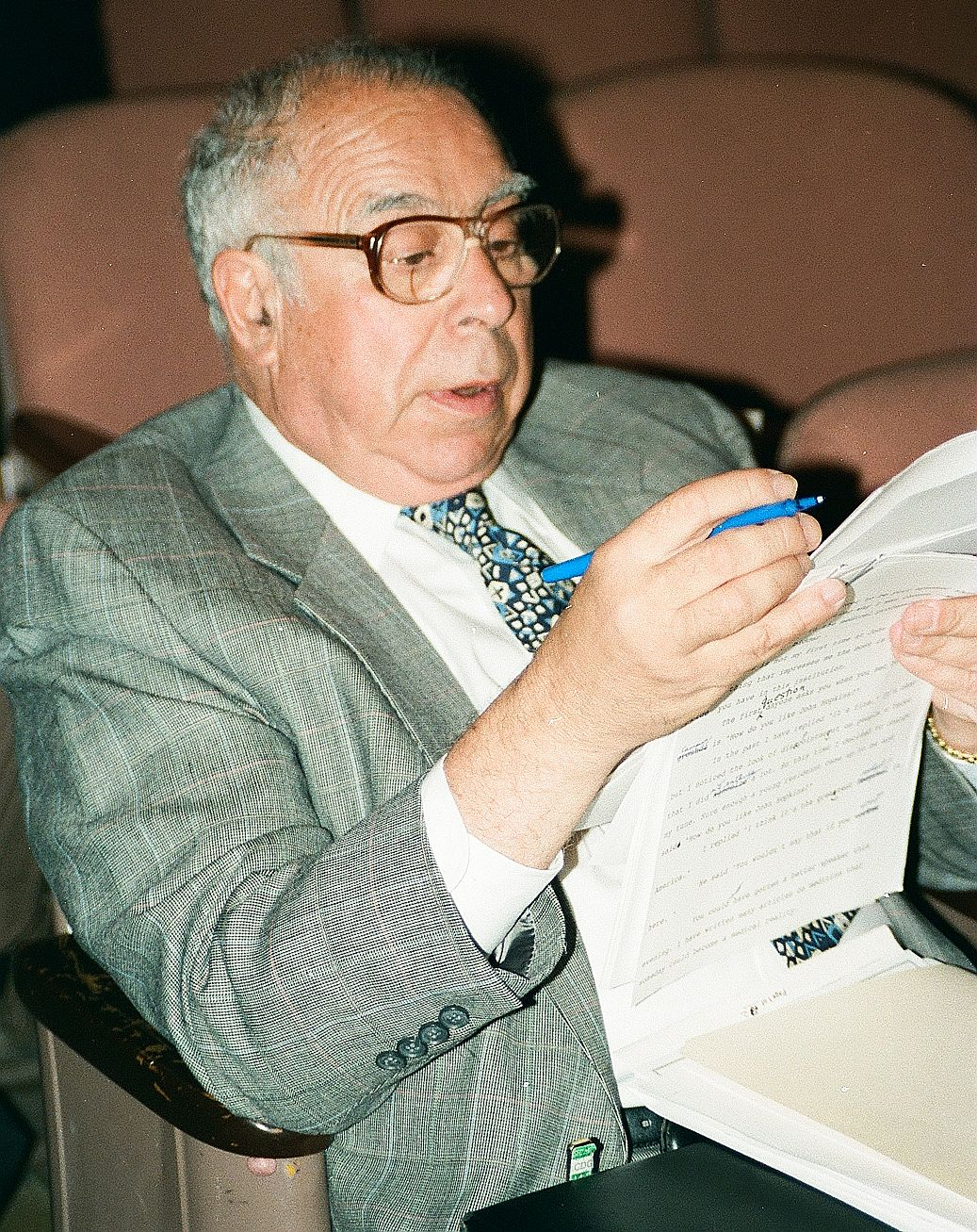

Art Buchwald (ur. 20 października 1925, zm. 17 stycznia 2007) – amerykański satyryk polityczny, laureat nagrody Pulitzera.
Urodził się w 1925 roku w Mount Vernon w stanie Nowy Jork, w rodzinie niemieckich Żydów. Jego matka była chora psychicznie, a ojciec nie był w stanie utrzymać wielodzietnej rodziny w czasach wielkiego kryzysu. Z tego powodu Art trafił do przytułku. W 1942 zgłosił się do marynarki wojennej. Służył w niej trzy i pół roku, m.in. redagując gazetę wojskową. Następnie studiował na uniwersytecie w Kalifornii. W 1948 przerwał naukę i wyjechał do Francji. Przez 14 lat pisał korespondencje dla tygodnika „Variety” i innych pism amerykańskich m.in. o życiu kulturalnym w Paryżu. W 1962 wraz z żoną powrócił do USA. Osiadł w Waszyngtonie.
Zyskał sławę najpopularniejszego satyryka prasowego w Stanach. Felietony Buchwalda często przybierały formę wyimaginowanego dialogu znanych polityków i innych postaci życia publicznego. Publikowały je m.in. w „International Herald Tribune”, „The Washington Post” i „Los Angeles Times”, a przedrukowywało ponad 500 gazet na całym świecie. W latach 80. XX wieku chętnie sięgało po nie „Życie Warszawy”, zwłaszcza że chętnie komentował prezydentów Stanów Zjednoczonych. Szczególnie upodobał sobie Nixona, Reagana i George’a W. Busha, tego ostatniego nazywając najgorszym i najgłupszym prezydentem USA.
Buchwald napisał także sztukę teatralną „Sheep on the Runway”. Jej pomysł wykorzystali producenci komedii filmowej „Książę w Nowym Jorku” z Eddiem Murphym, o afrykańskim księciu, który przybywa do Stanów w poszukiwaniu żony. Buchwald wygrał proces z wytwórnią Paramount o kradzież praw autorskich.
Zmarł po długiej chorobie nerek. W styczniu 2006 odmówił poddawania się zabiegom dializy trzy razy w tygodniu. Wyszedł z hospicjum. Lekarze dawali mu wtedy kilka tygodni życia. On tymczasem zdążył przygotować nową książkę z refleksjami na temat śmierci właśnie. Przygotował z okazji śmierci krótki film wideo, w którym informuje, że właśnie zszedł.